# Жене у башти
Жене у башти (на француском: Femmes au jardin) је слика француског сликара Клода Монеа. Слику је започео са сликањем 1866. године кад је имао 26 година.

## О слици
Слика је насликана уљаним бојама и ради се о пленеру. Величине је 255 cm × 205 cm. Сам пејзаж је заправо башта поседа који је изнајмљивао. На самој слици се налази његова партнерка и будућа жена Камил Донсе, која је позирала за слику. Слику је завршио унутра, а за одећу жена са слике је користио илустрације тадашње модерне одеће. Данас се ова слика налази у музеју Орсе у Паризу.

## Успех слике
Претходне слике Монеа су имале успехе у Париском салону, али тај низ је прекинут након што је слика „Жене у башти“ 1867. године била одбијена за излагање. Један од главних разлога што слика није прихваћена су Монеови тешки потези четкицом, који ће постати касније једна од главних одлика импресионизма. Слику је на крају купио Монеов пријатељ Фредерик Базиј, који је знао да је у том тренутку Моне био у тешкој финансијској ситуацији. Кристоф Хајнрих, ко је аутор биографије о Монеу, каже да слика не достиже стандарде осталих Монеових слика, додајући да из угла у ком је насликана слика фигуре делују лоше интегрисано у пејзаж.